# Čapák
Čapák je kopec s nadmořskou výškou 493 m, který leží v Mikulášovicích v Ústeckém kraji.

## Charakteristika
Vrch náleží ke geomorfologickému celku Šluknovská pahorkatina, jejímu okrsku Šenovská pahorkatina a podokrsku Mikulášovická pahorkatina. Geologické podloží je tvořeno převážně střednězrnným lužickým granodioritem, který místy vytváří porfyry a který doplňují nevelké průniky nerozlišeného bazaltoidu. Půdním pokryvem je převážně modální mesobazická kambizem, kterou doplňuje při vodních tocích kambizem oglejená a modální glej. Vrcholovou část pokrývá smíšený les s převahou dubu letního (Quercus robur) a zimního (Quercus petraea), svahy jsou využívané jako pastviny. Západně od vrcholu se nachází opuštěný lom, jihovýchodně pak nevelká pískovna. Celý kopec je odvodňován do Mikulášovického potoka, jehož přítok Malomikulášovický potok pramení na severním úpatí. Celý vrch tak náleží k povodí Sebnice a Labe a úmoří Severního moře. Na jižním svahu stojí barokní Wähnerova kaple z roku 1718.

## Galerie

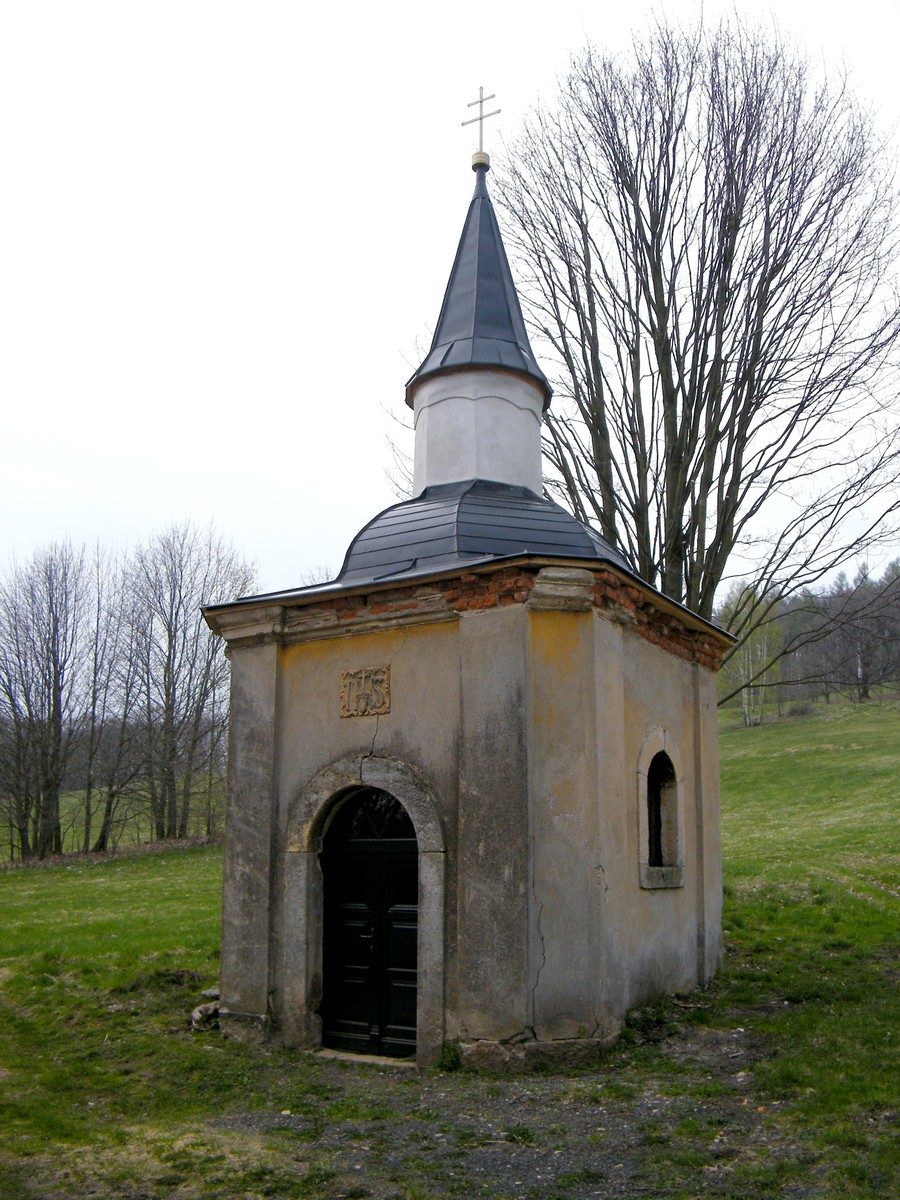
Wähnerova kaple
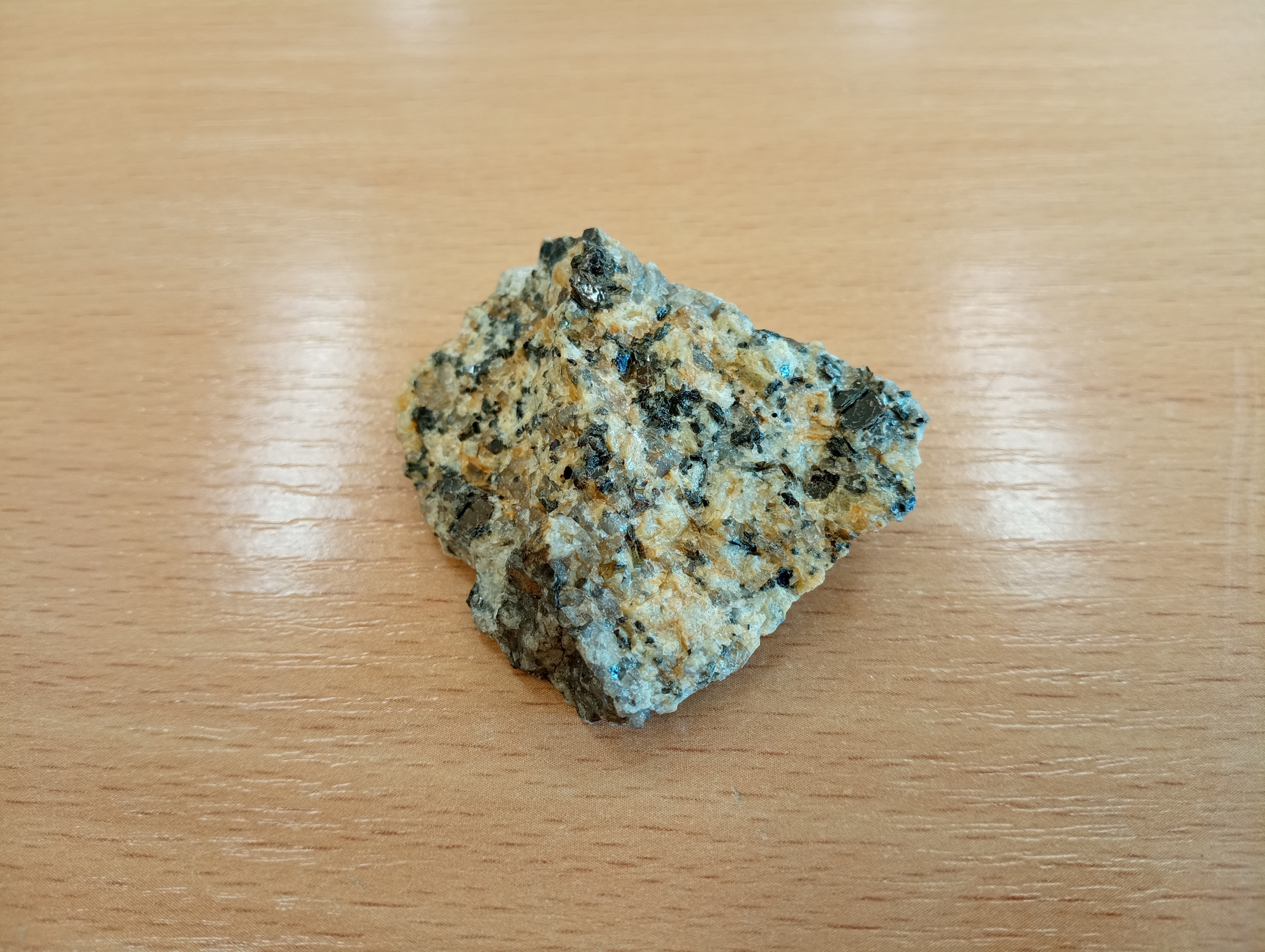
Lužický granodiorit, střednězrnný, biotitický
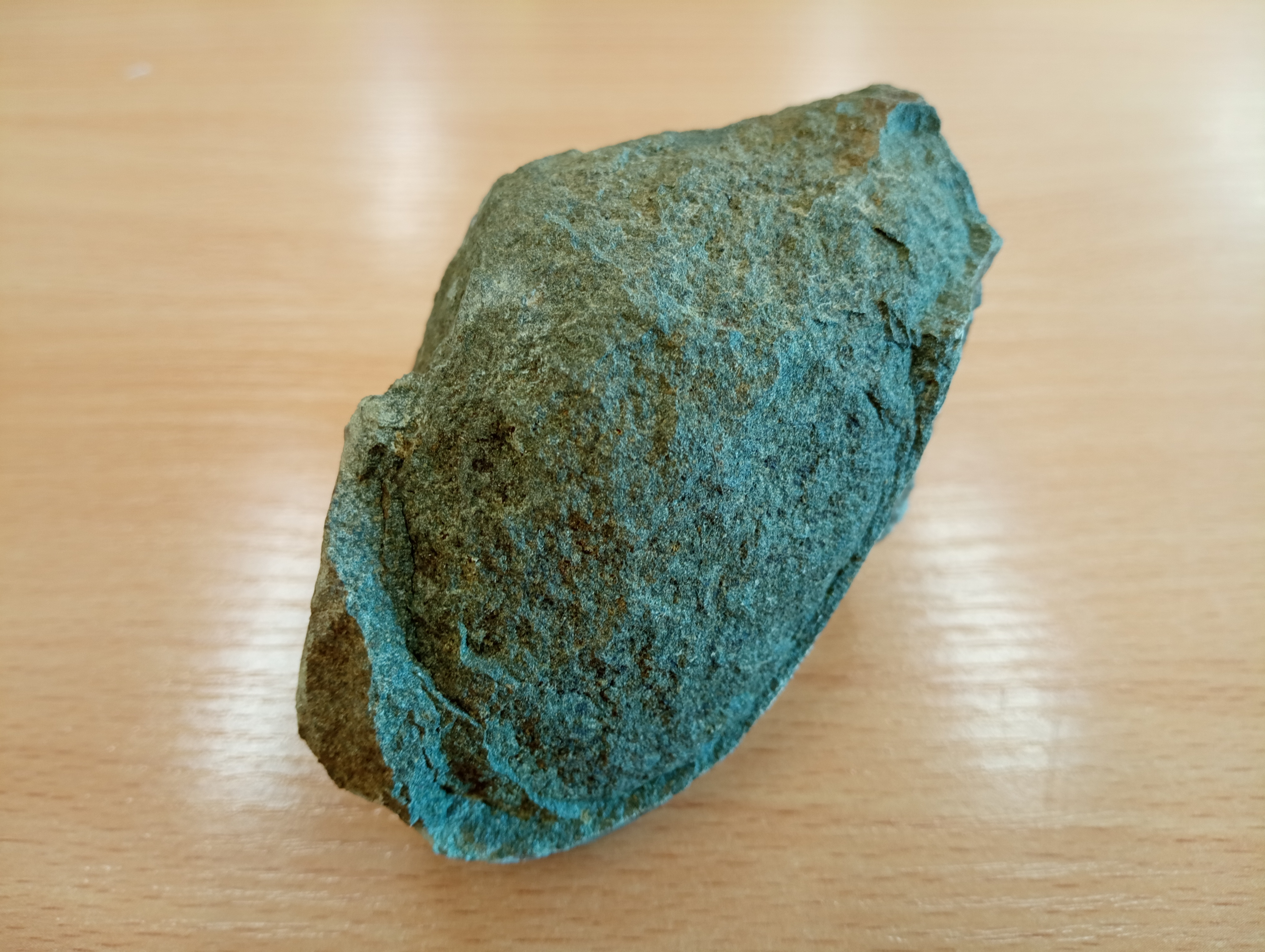
Nerozlišený bazaltoid
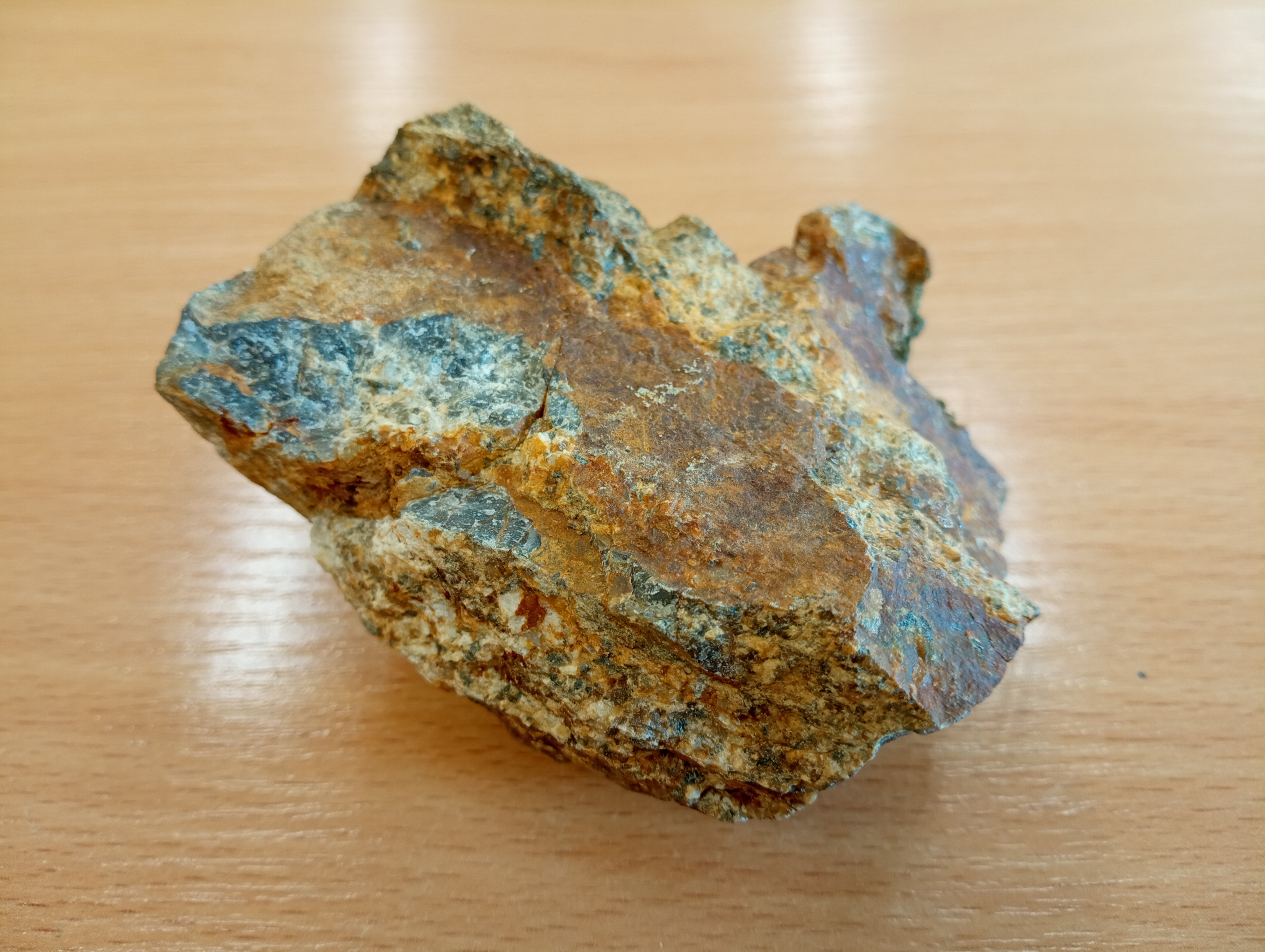
Granodioritový porfyr
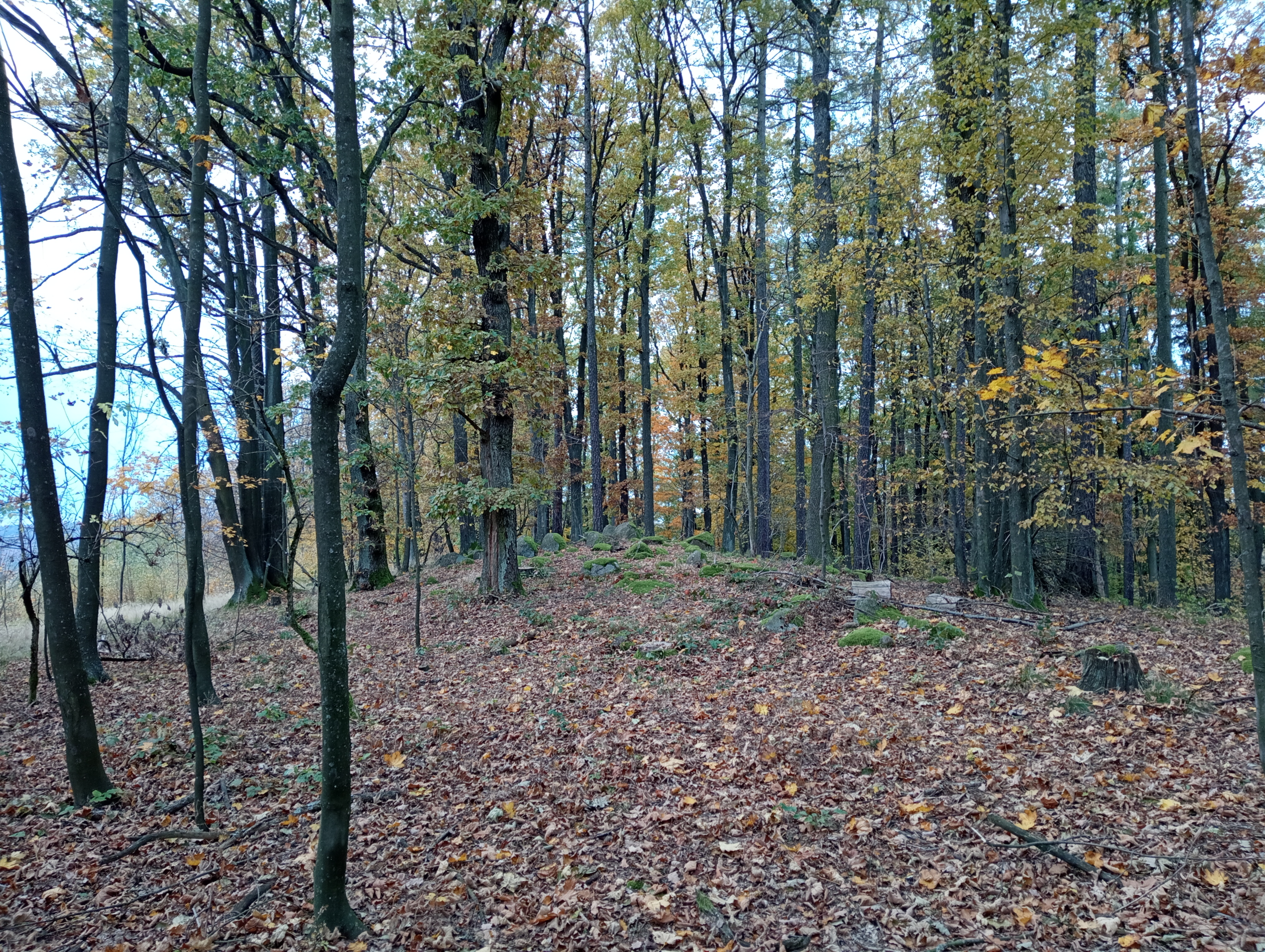
Vrcholová část